# ۳۳۲ (میلادی)

## رویدادها
- کنستانتین بزرگ، امپراتور روم ژرمن‌های ویزیگوت را در نبرد شکست داد.

## زادروزها
- جوویان، که بعدها امپراتور روم شد. (تاریخ تقریبی)